# Ndayane
Ndayane (ou Ndeyane) est un village lébou de l'ouest du Sénégal, situé sur la Petite-Côte au sud de Dakar, à 50 km. Depuis 2008, avec la localité voisine de Popenguine, il a été érigé en commune sous le nom de « Popenguine-Ndayane ».
Ndayane a été immortalisé par une nouvelle de Birago Diop, « La cuiller sale », publiée dans son recueil Les Nouveaux Contes d'Amadou Koumba, et dont l'action se passe à Ndayane. Omar Pène lui a également consacré une chanson populaire.
Ndayane accueille également le port de Ndayane actuellement en construction, un investissement privé de 1.2 milliard USD de DP World.

## Histoire
L'histoire de Ndayane est liée au conte de Xalé ma Démoon guédjou Ndayane (l'enfant qui était parti à la mer de Ndayane).
Le village fut habité d'abord par les Sossés (nom des Mandingues au Sénégal). Les Sérères et les Lébous sont arrivés par la suite.
Le dernier chef de village était Youssou Séne qui a succédé à son père Mouhoune Séne en 1980, après le décès de ce dernier.
Le Maire actuel est le neveu maternel du dernier chef de village de Ndayane
Le village doit faire les courses de pirogue, cela fait partie de l'histoire de Ndayane.

## Administration
Ndayane était avec Diass l'un des plus gros villages de la communauté rurale de Diass, rattaché au département de M'bour (région de Thiès).
Ndayane est érigé avec Popenguine  en une commune dénommée « Popenguine-Ndayane » depuis le 10 juillet 2008. Le premier Maire est Mamadou Mansour Thiandoum, élu depuis le 14 avril 2009 par un conseil municipal de 36 membres.

## Géographie
Ndayane se trouve à proximité du cap de Naze, sur la côte tout juste après Toubab Dialo et constitue avec Popenguine la frange maritime de la communauté rurale.
Les différents quartiers sont :  Keuri Kaw, Thiothié, Santhiaba, Kaw ka, Keur Goumack, HLM Grande mosquée, HLM Forage, HLM1, HLM2, Tilène.

### Population
Ndayane comptait 4 331 habitants et 494 ménages en 2003.
Ndayane est le seul village lébou de la communauté rurale de Diass.

## Activités économiques
L'économie du village a longtemps été basée sur l’agriculture. On y cultivait le mil, le sorgho et l'arachide, qui était commercialisée. Mais, du fait de la sécheresse, l’agriculture a perdu du terrain au profit de la pêche, qui est devenue le moteur de l'organisation socio-économique locale.
Ndayane compte actuellement plus de 300 pirogues motorisées. Nombre de ces pêcheurs quittent le village pour travailler une terre plus fertile dans les autres villages de la petite côte comme Joal et Djifére.
La ville de Ndayane compte actuellement plusieurs campements et aménagements touristiques.

## Port de Ndayane
La pose de la premiere pierre du port de Ndayane est effectuée le 3 janvier 2022 par le président Macky Sall et le PDG de DP World, Sultan Ahmed bin Sulayem.
Les 1.2 milliard USD investis par DP World dans la construction du port de Ndayane permettront de construire en phase 1 un terminal à conteneurs avec un quai d'une longueur de 840 mètres conçu pour pouvoir opérer jusqu'à deux navires de 336 mètres en simultanée avec une capacité 1.2 million EVP par an. De plus, le port sera doté d'un chenal maritime de 5 km avec un tirant d'eau de 18 mètres capable d'accueillir les plus grands navires en circulation dans le monde. La fin des travaux de la phase 1 est estimée à 2027.
L'agence de développement British International Investment estime que le port de Ndayane générera un volume d'échanges commerciaux équivalent à 3% du PIB du Sénégal. De plus, le port impactera près de 2.3 millions d'emplois dont 22 000 liés à l'activité économique générée par le port.

## Partenariat
Ndayane a noué des partenariats avec plusieurs associations telles que Lébous du monde, les Apprentis d'Auteuil ou Ebenea[réf. nécessaire].